# Ležnevo
Ležnevo è una cittadina della Russia europea centrale, situata nella oblast' di Ivanovo; appartiene amministrativamente al rajon Ležnevskij, del quale è il capoluogo.